# Metod Koch
Metod Koch (Kranj, 4. rujna 1874. – Trst, 29. rujna 1952.), austrougarski mornarički časnik, kontraadmiral i drugi zapovjednik ratne mornarice Države Slovenaca, Hrvata i Srba.
Godine 1892. postao je kadet Austrougarske ratne mornarice, 1898. poručnik fregate, a pri kapitulaciji Carevine imao je čin kapetana korvete (po nekim izvorima kapetan fregate). Od 30. listopada 1918. sudjelovao je u mornaričkim odborima koje su formirali mornari, pripadnici jugoslavenskih naroda; imenovan je zapovjednikom mornarice vojne luke Pule. Dana 31. listopada 1918. godine kao član delegacije zagrebačkoga Narodnog vijeća Države Slovenaca, Hrvata i Srba potpisao je dokument kojim je zapovjednik austrougarske flote kontraadmiral Miklós Horthy po ukazu cesara Karla I. izručio flotu Narodnome vijeću. Narodno vijeće ga je 2. studenoga 1918. godine imenovalo povjerenikom za ratnu mornaricu i dodijelilo mu je čin kontraadmirala. Koch je nakon toga predstavnicima Antante ustrajno nastojao izručiti austrougarske ratne brodove koje su zaposjeli Talijani, no bez uspjeha. U Kraljevini Srba, Hrvata i Slovenaca zadržao je čin i bio 1919-1920. u ratnome ministarstvu načelnik odjela za ratnu mornaricu, a 1921. – 1929. dvaput zapovjednik obalnih zapovjedništava.

## Vanjske poveznice
- Istarska enciklopedija: Koch, Metod